# Безвідмовність
Безвідмо́вність — властивість обладнання (виробу, системи) безупинно зберігати працездатний стан в заданих умовах експлуатації протягом деякого проміжку часу або аж до виконання певного обсягу роботи, без вимушених перерв.
Безвідмовність характеризує надійність виробу і визначається набором показників, що обираються з врахуванням виду виробу та умов його експлуатації.
Показниками безвідмовності служать:
- імовірність безвідмовної роботи — імовірність того, що протягом заданого наробітку (кількості відпрацьованих годин) відмова об'єкта не виникне;
- інтенсивність відмов — умовна густина імовірності виникнення відмови об'єкта, яка визначається за умови, що до цього моменту відмова не виникла;
- середній наробіток до відмови — математичне сподівання наробітку об'єкта до першої відмови;
- середній наробіток між відмовами — відношення сумарного наробітку відновлюваного об'єкта до математичного сподівання числа його відмов протягом цього наробітку
- параметр потоку відмов — відношення математичного сподівання кількості відмов відновлюваного об'єкта за досить малий його наробіток до значення цього наробітку;
- гамма-відсотковий наробіток на відмову — наробіток, протягом якого відмова об'єкта не виникне з імовірністю, вираженою у відсотках.

Показники безвідмовності визначаються за результатами експлуатації (або випробувань) із застосуванням методів математичної статистики та імітаційного моделювання.
Також безвідмовність — риса характеру людини.